# Саак Дзоропореци
Саак Дзоропореци (арм. Սահակ Ձորափորեցի), также Дзорапореци, Дзоропорци, Дзорапорци — армянский поэт и музыкант VII—VIII вв, 32-й Католикос всех армян (677—703).

## Биография
Родился в деревне Аркунашен, гавара Дзоропор провинции Гугарк. Обучение прошёл у видного вардапета Теодора Кртенавора. Был епископом гавара Ротпациан провинции Утик. С 677 года — Католикос всех армян. Во время его правления обострились армяно-византийские отношения с одной, и армяно-арабские отношения с другой стороны. Был взят в плен императором Юстинианом, во время похода последнего в Армению в 692—693 годах. Жил в Константинополе в качестве заложника до свержения Юстиниана в 695 году, после чего возвращается в Армению. Занимается восстановлением отношений с Алуанской церковью, содействует проповеданию христианства среди гуннов. В 702 году, вместе с армянскими князьями, был арестован арабским наместником Абдаллахом и отправлен в Дамаск. После разгрома арабских войск армянскими повстанцами в битве при Варданакерте, отправляется в Харран, чтобы переубедить полководца Мухаммеда ибн Укба совершить карательную экспедицию в Армению. Там же умирает, успевая, однако, отправить Мухаммеду ибн Укба своё послание. Последний внял мольбам погибшего католикоса, и отменил поход. Это письмо-завещание Саака Дзоропорци сохранилось в историческом сочинении Гевонда. 
Преемником на престоле католикоса стал Елия Арчишеци.

## Творчество
Является автором большого количества церковных стихов и речей. Самое известное из его сочинений — «Слово о Пальмовом воскресенье» (арм. «Ճառ Արմավենյաց»). Продолжает дело Комитаса Ахцеци и, вместе с Грзиком и Сюнеци, становится одним из реформаторов армянской церковной музыки в конце VII века. Автор первых шараканов, посвящённых Кресту и Церкви. До наших дней дошли порядка 60-и его авторских песен, среди которых особое место занимает «Единородный от Отца» (арм. «Էջ Միածինն ի Հօրէ»). В этом шаракане Саак сообщает о происхождении Эчмиадзинского монастыря. Из других песен стоит отметить — «Радуйся, священная церковь» (арм. «Ուրախ լեր, սուրբ եկեղեցի»), «Со знаком всепобеждающим» (арм. «Որ նշանաւ ամենայաղթ»), «О святом Кресте» (арм. «Ի Սուրբ Խաչն»), «Радуйтесь сегодня» (арм. «Այսօր ուրախացեալ»), «Безупречный святой Крест» (арм. «Անապական Սուրբ զԽաչն»), «Возвышение святого Креста» (арм. «Վերացման Սրբո Խաչին»), «Обнаружение Креста» (арм. «Գյուտ Խաչին»). В сочинениях Дзоропореци «Крест» представляется как источник жизни на земле, вселенская сила, непобедимый символ. В некоторых стихах посвященных Армянской церкви, Саак называет её "дочерью Сиона", а Эчмиадзин — "священным алтарём света".

В сборнике «Книга писем» сохранилось также одно из писем Саака теологического характера (691 г.).